# 唐卡

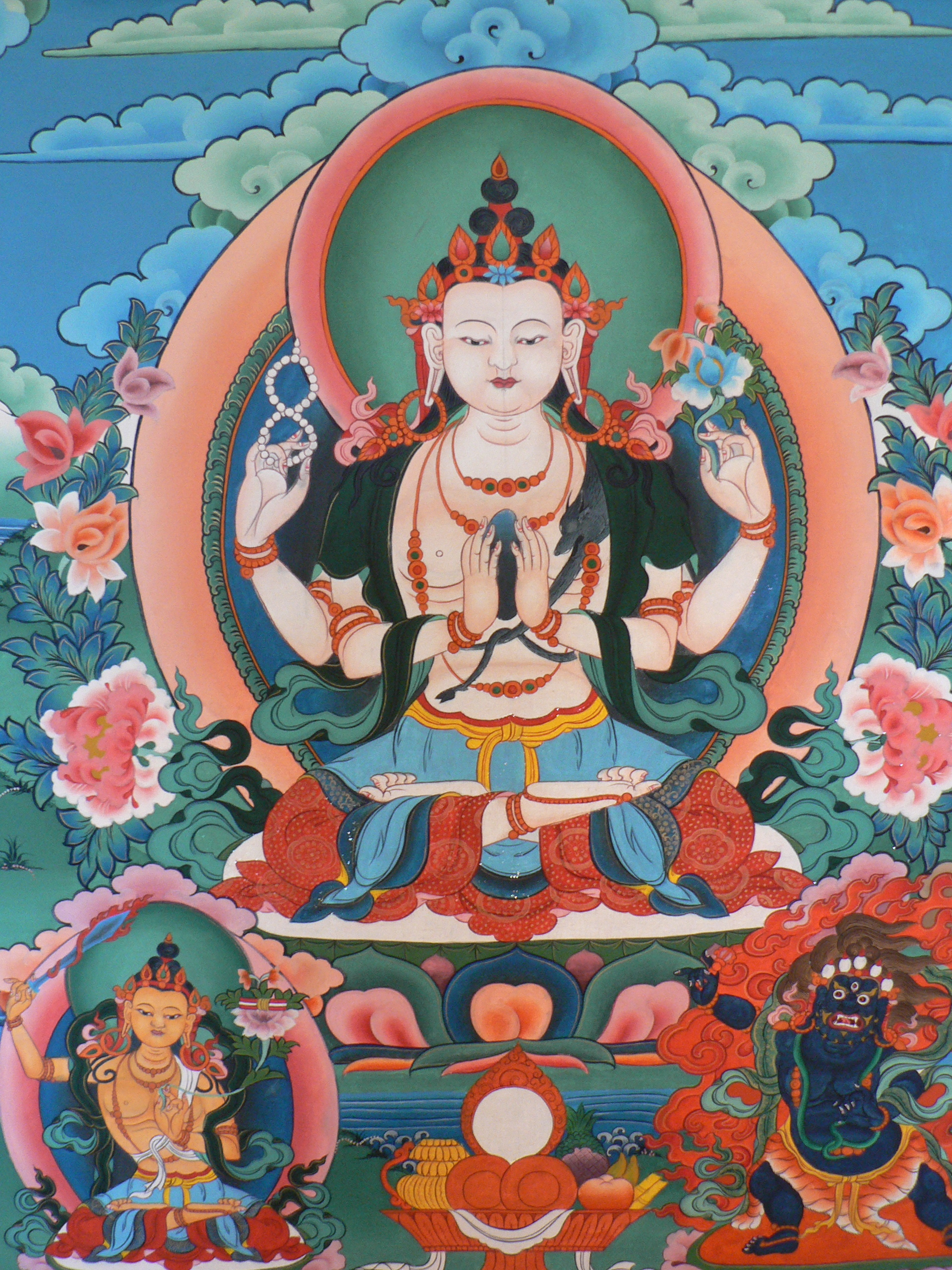
三怙主，是藏地最常見的唐卡

唐卡（藏語：ཐང་ཀ་，威利转写：thang-ka）在藏語意為「松樹」，是一种画在布幔、纸上的画像。唐卡兴起于吐蕃时期，可随意移动，便于收藏。

## 规格
唐卡的幅面大小悬殊，小則边长不到一尺，寺庙雪頓節晒佛用的一般幅面很大，如布达拉宫的无量寿佛国唐卡，长55.8米，宽46.8米。一般唐卡长约75厘米，宽约50厘米。

## 材料
依所用材料不同，可分为：

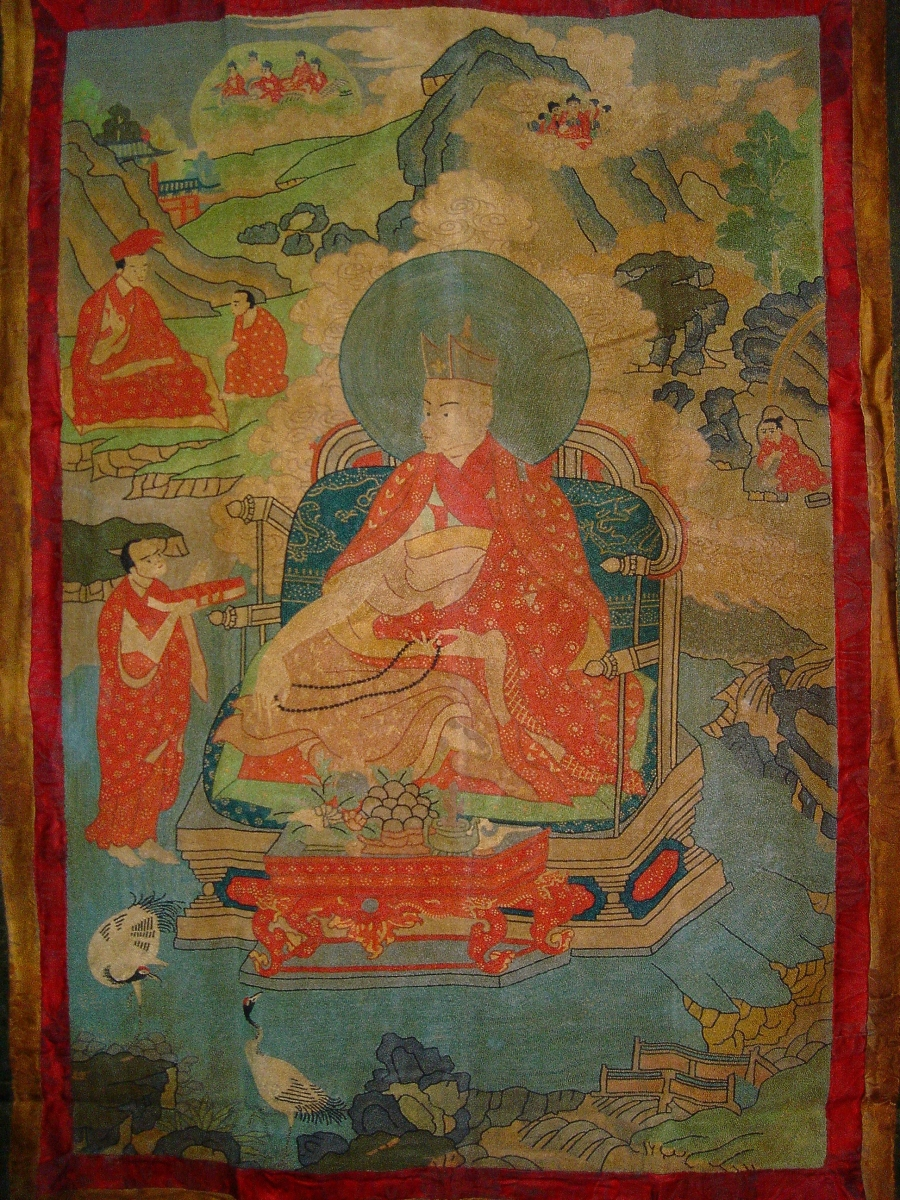
国唐（絲質類唐卡）：用丝绸等拼贴缝合、编织等方式制作，又可分为刺繡、緙絲、織錦、緞貼、堆繡5种。  - 大寶法王一世都松欽巴大師刺繡唐卡
- 止唐（繪畫類唐卡）：用颜料画在布上，表现形式有金唐、赤唐、黑唐等多种，有的还有珠宝镶嵌其间。画唐卡所用的颜料都是矿物质颜料和金箔，不但色彩艳丽而且可以保持几百年依然鲜艳如初。

## 内容
唐卡的题材广泛，有佛教内容的佛本尊像、护法神像、祖师像等，也有历史、民俗的内容，几乎包罗了西藏生活的所有内容，有“西藏的百科全书”之称。

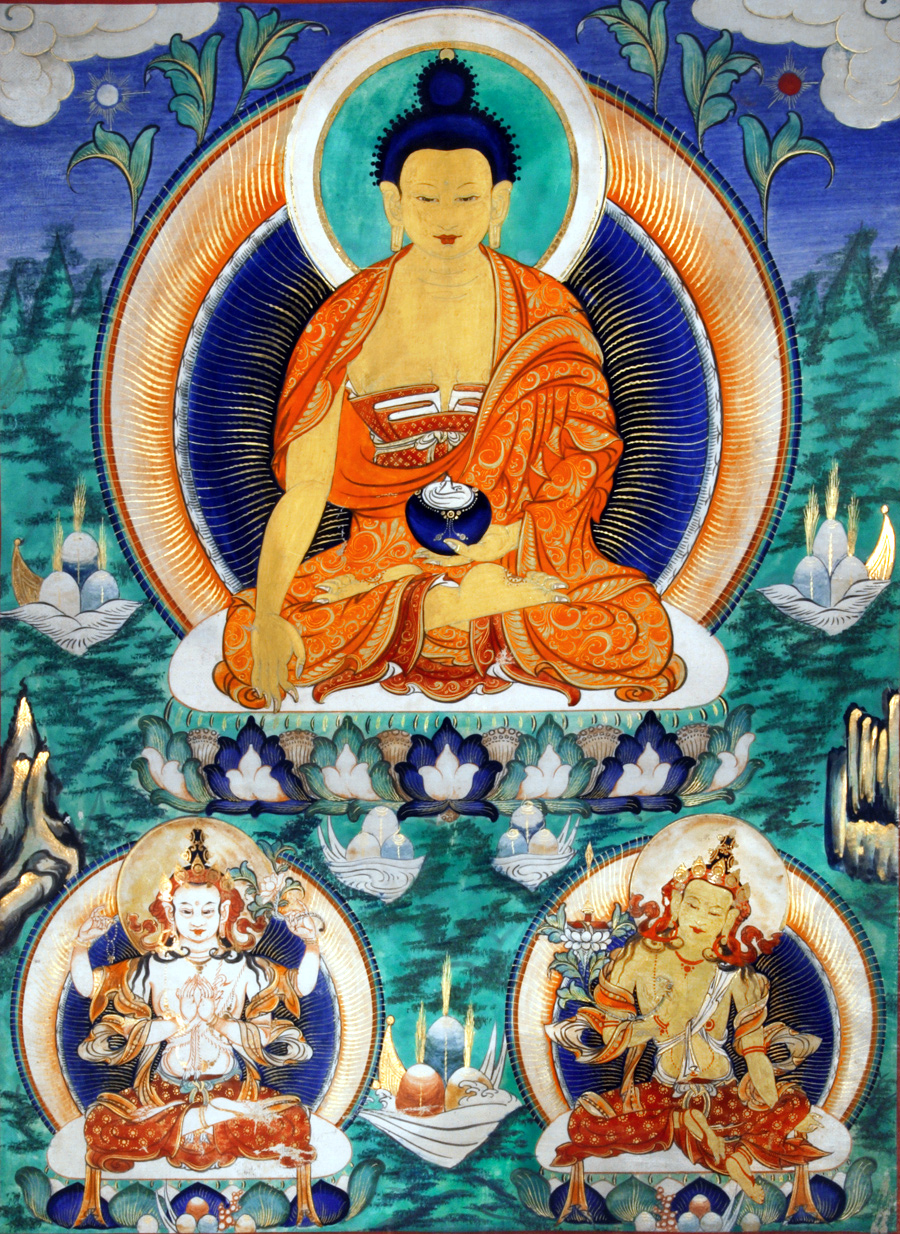
佛本尊像，下方为聖观音与文殊菩薩
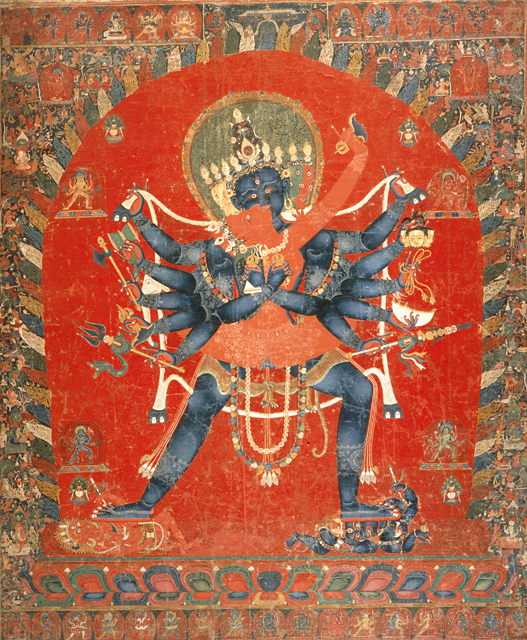
胜乐金刚与金刚亥母
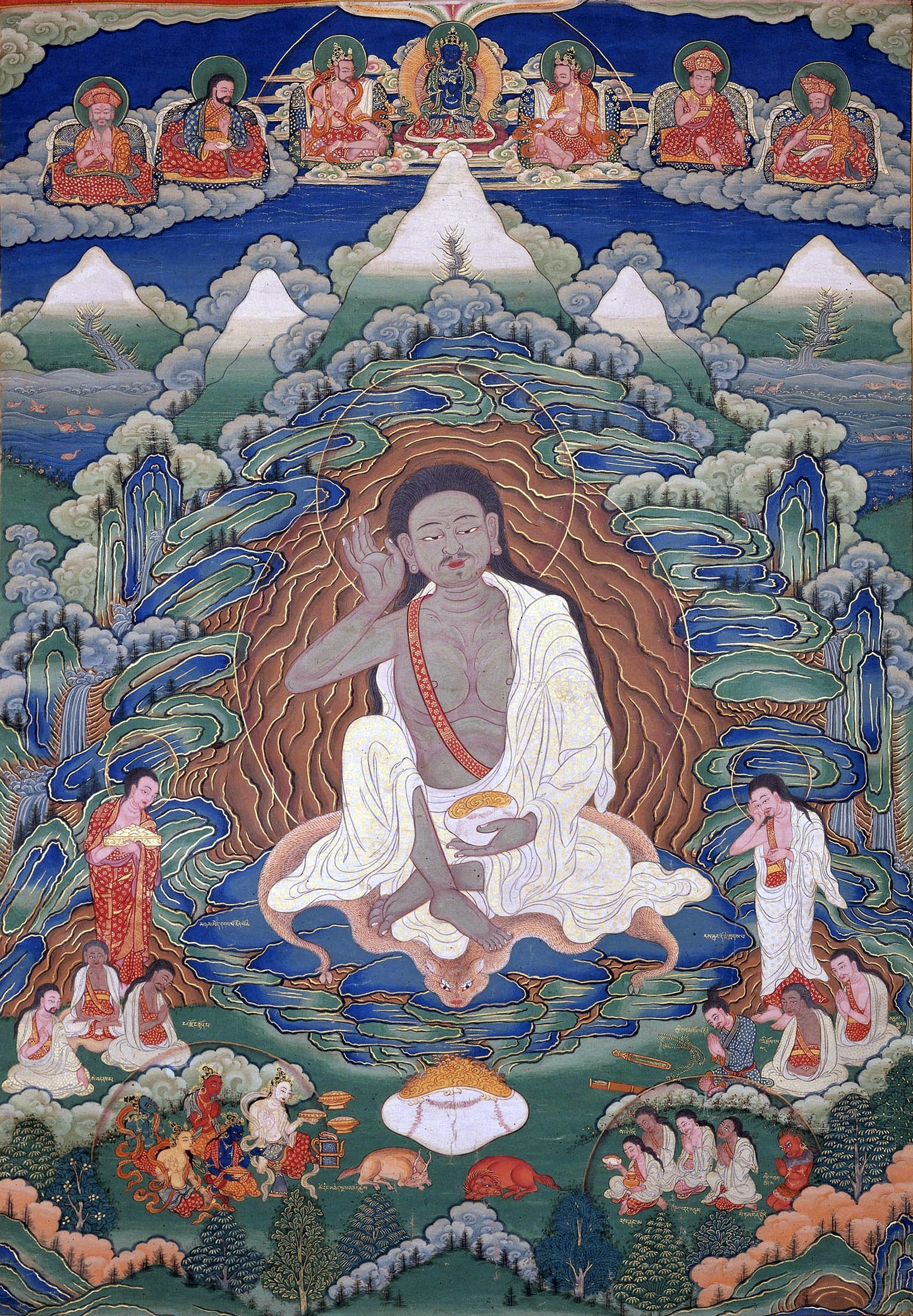
密勒日巴（Milarepa）（1040-1123）
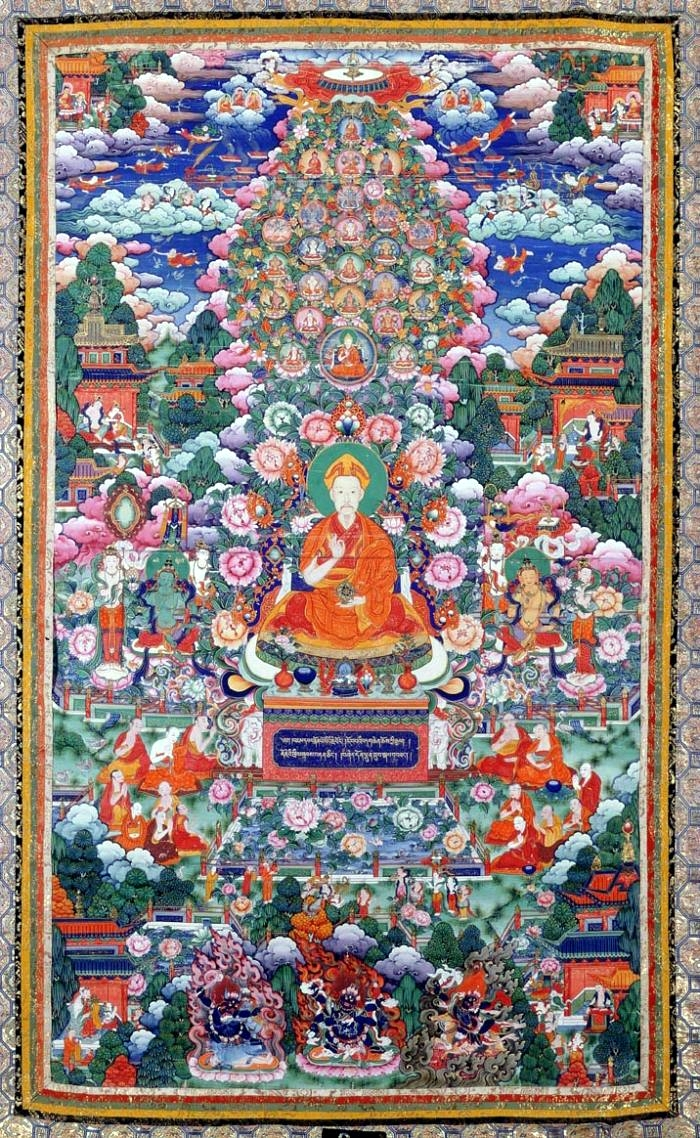
乾隆帝
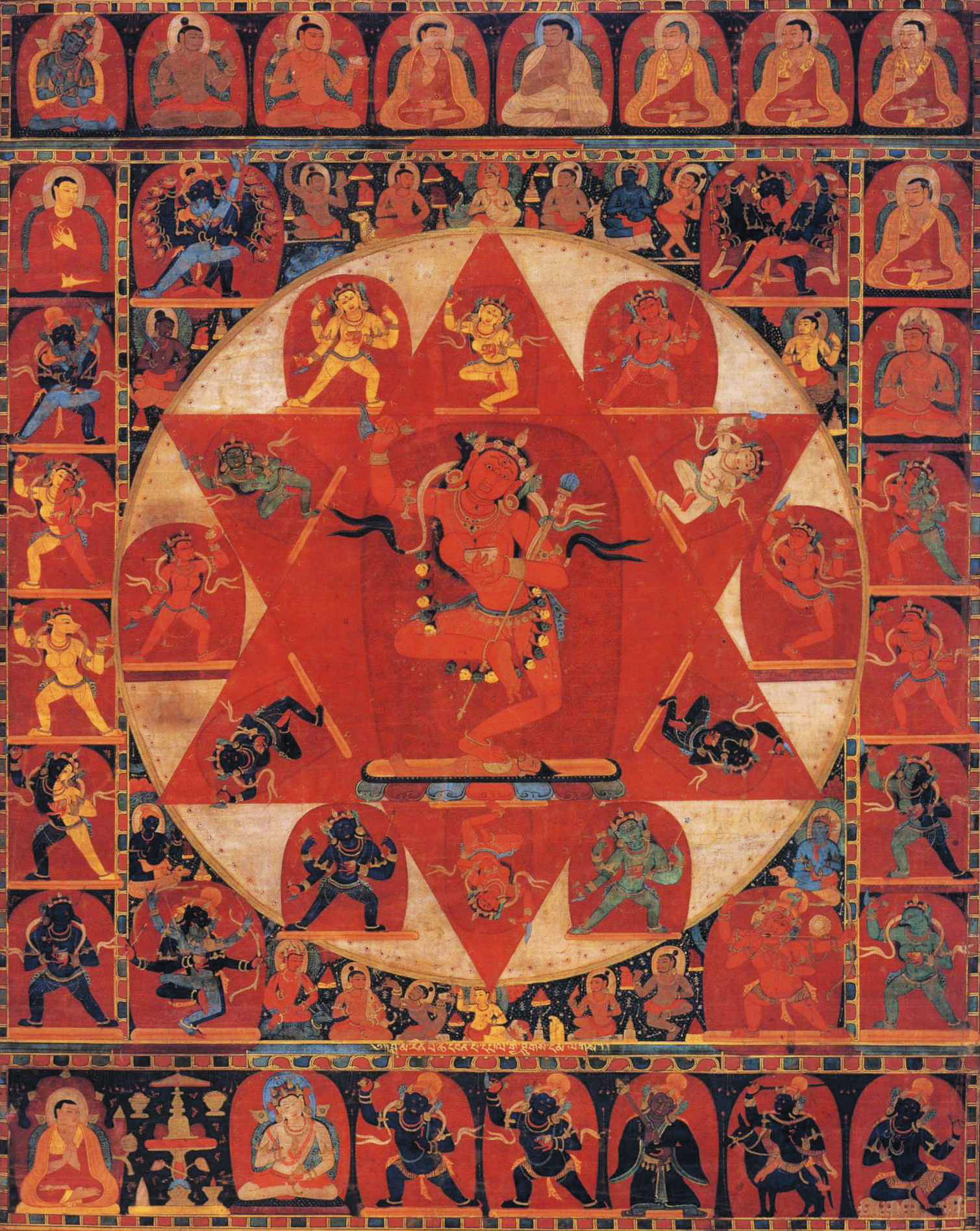
曼荼羅
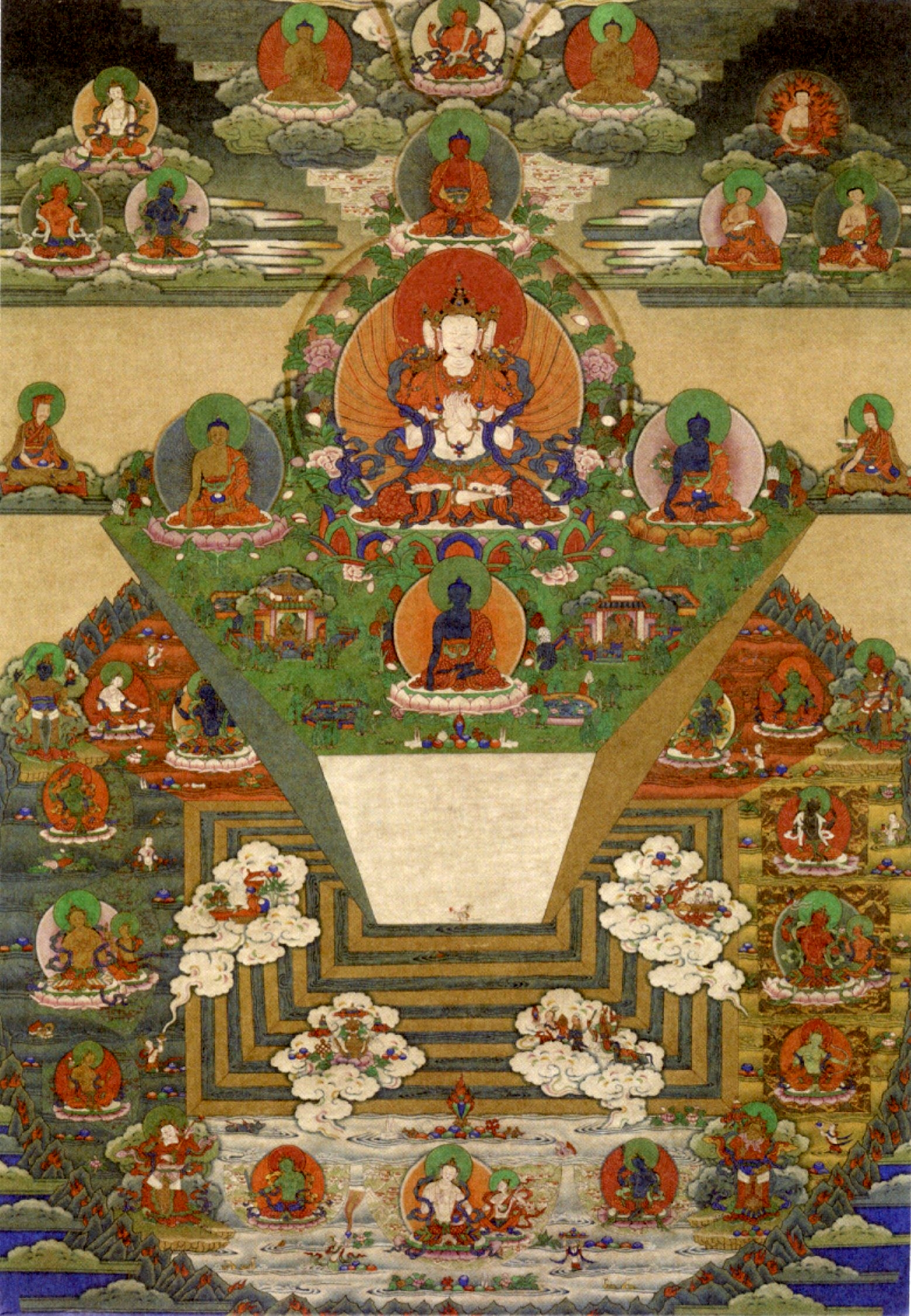
须弥山
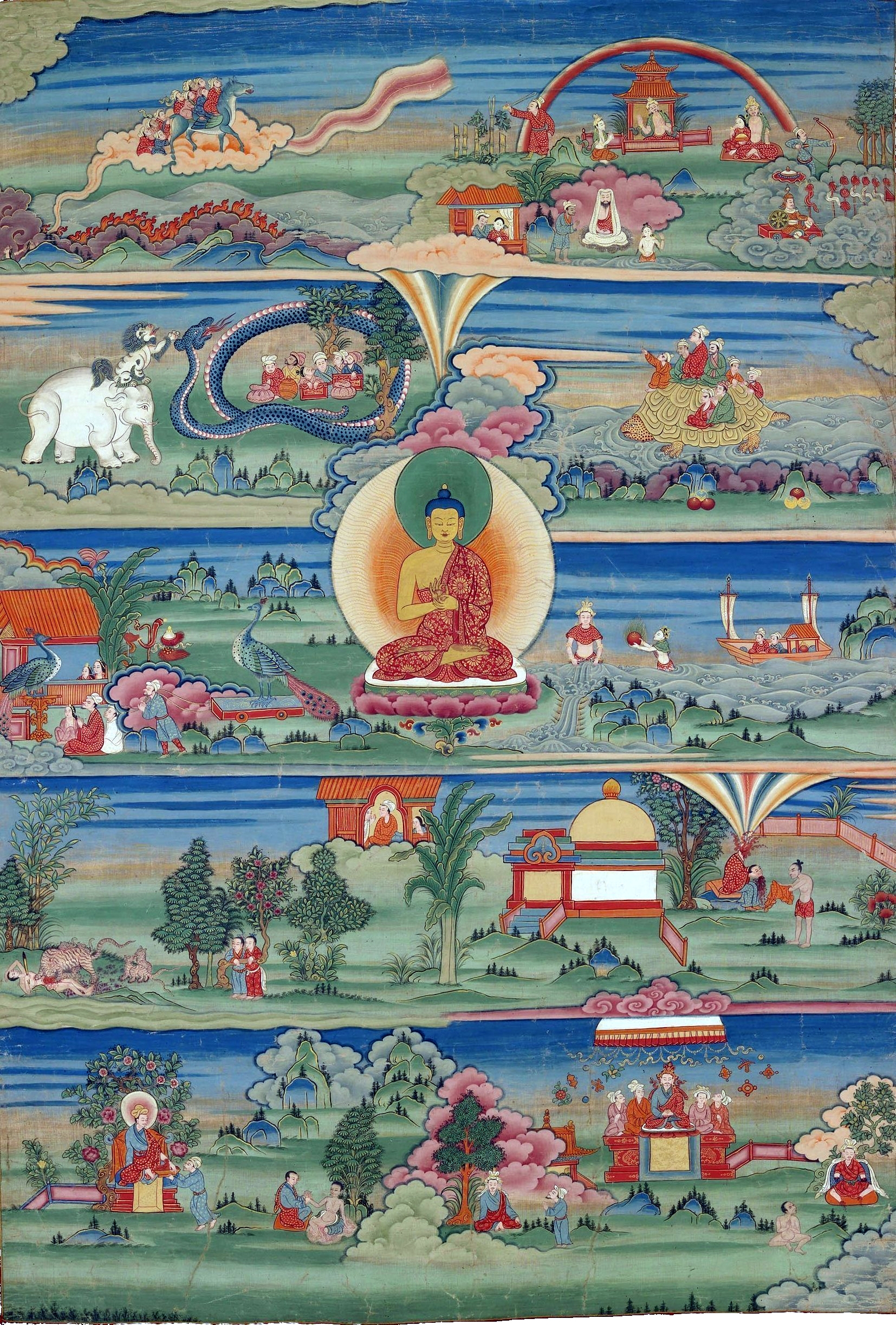
佛本生故事
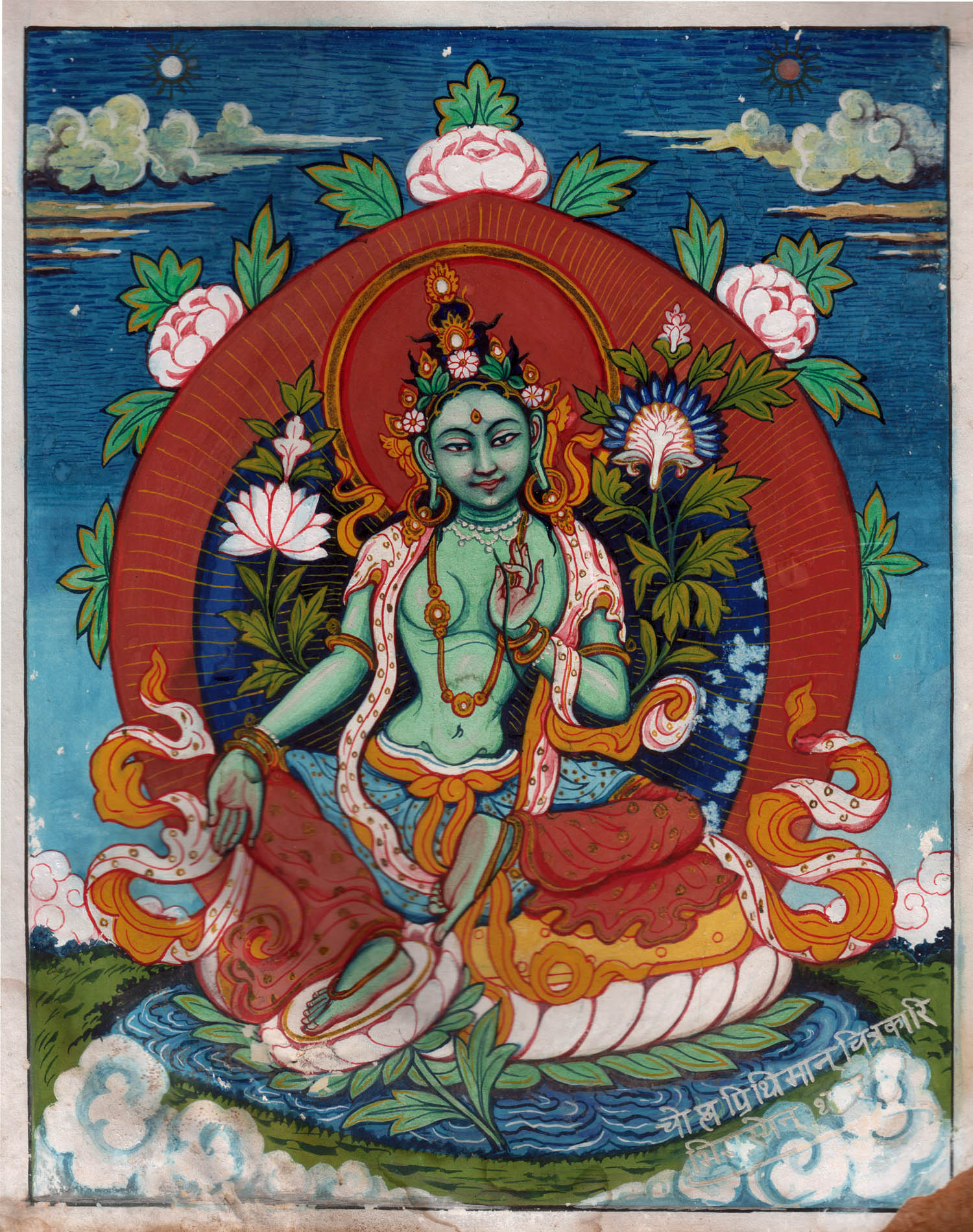
绿度母
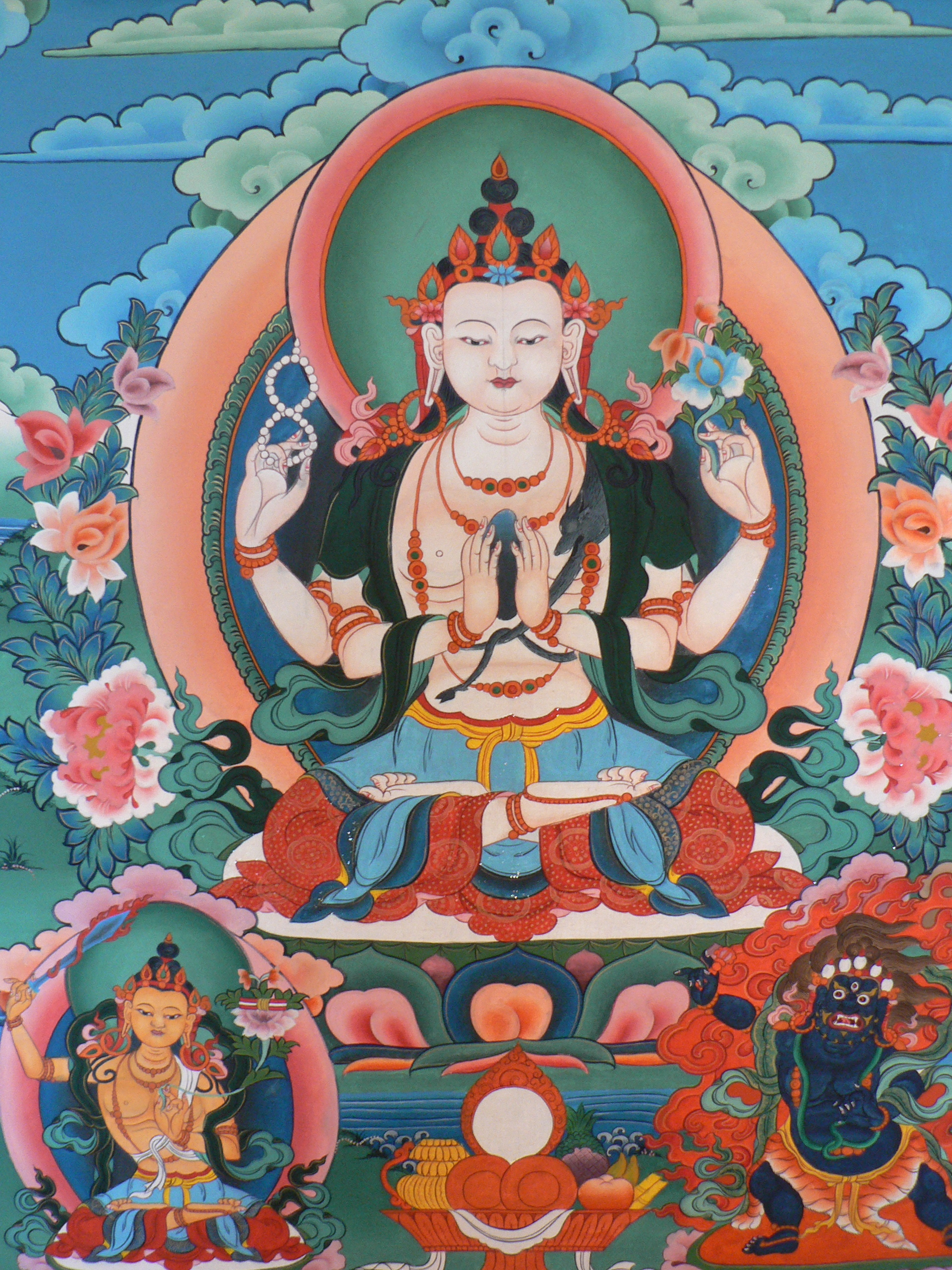
四臂观音
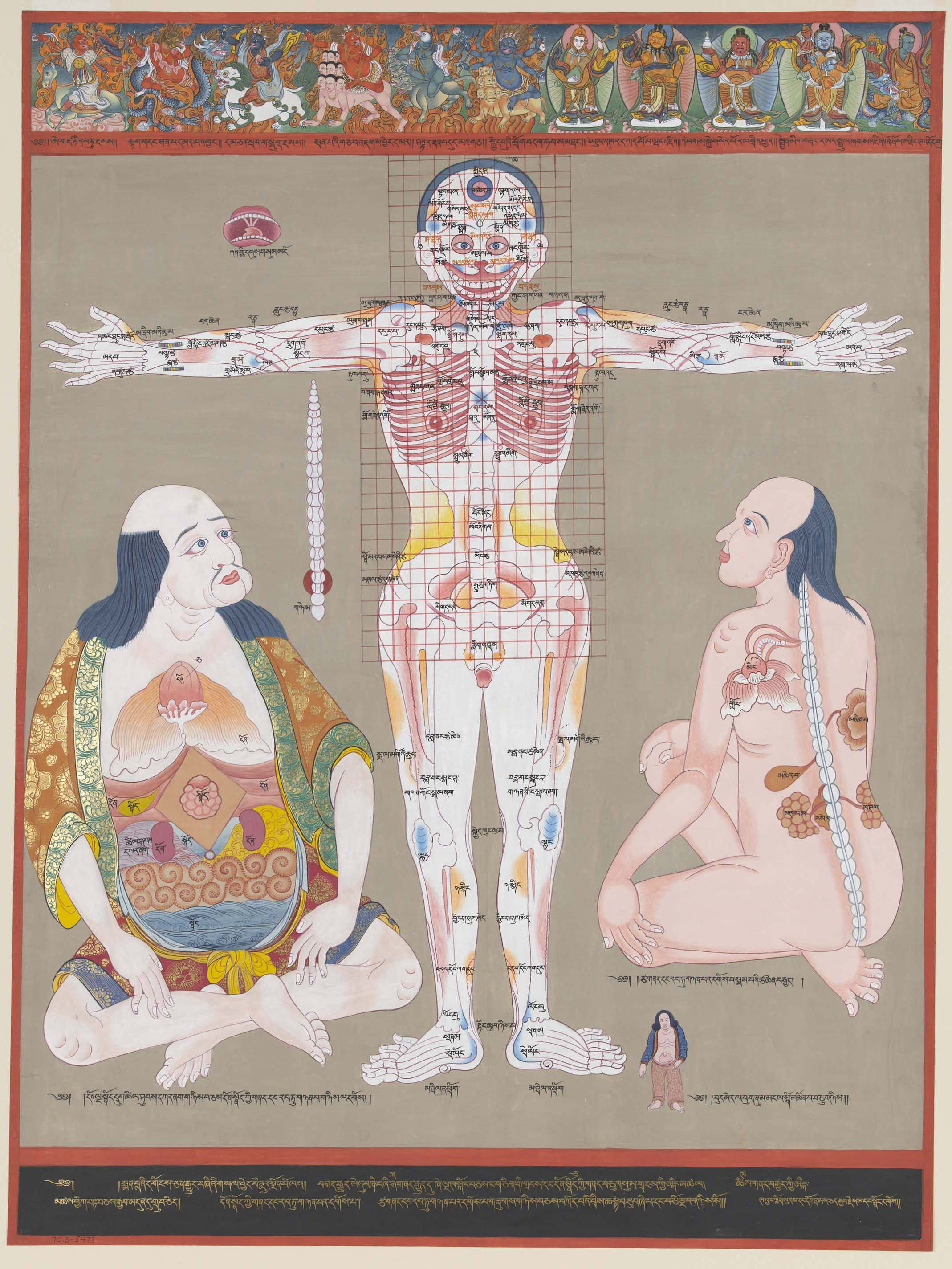
解剖图
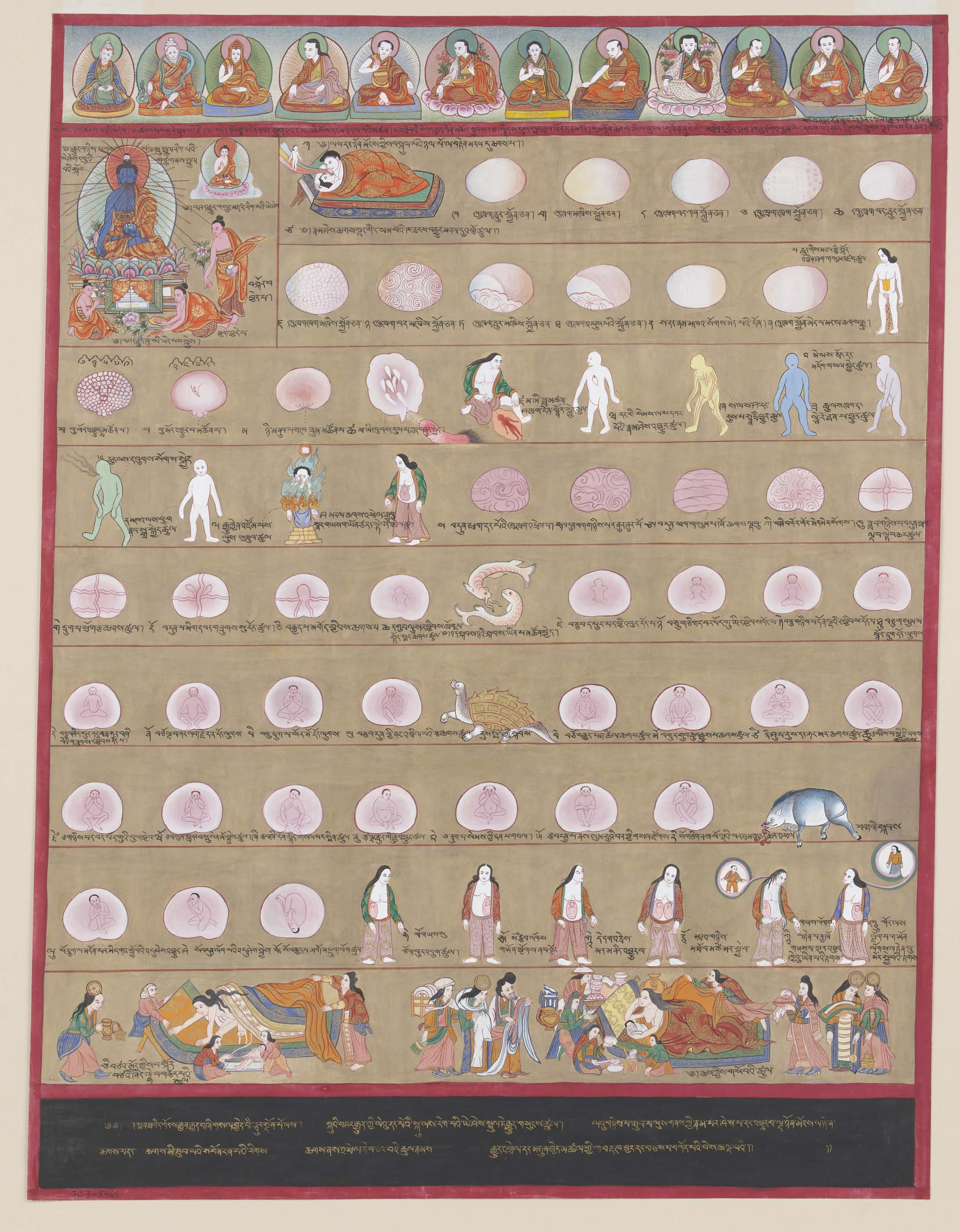
受孕图
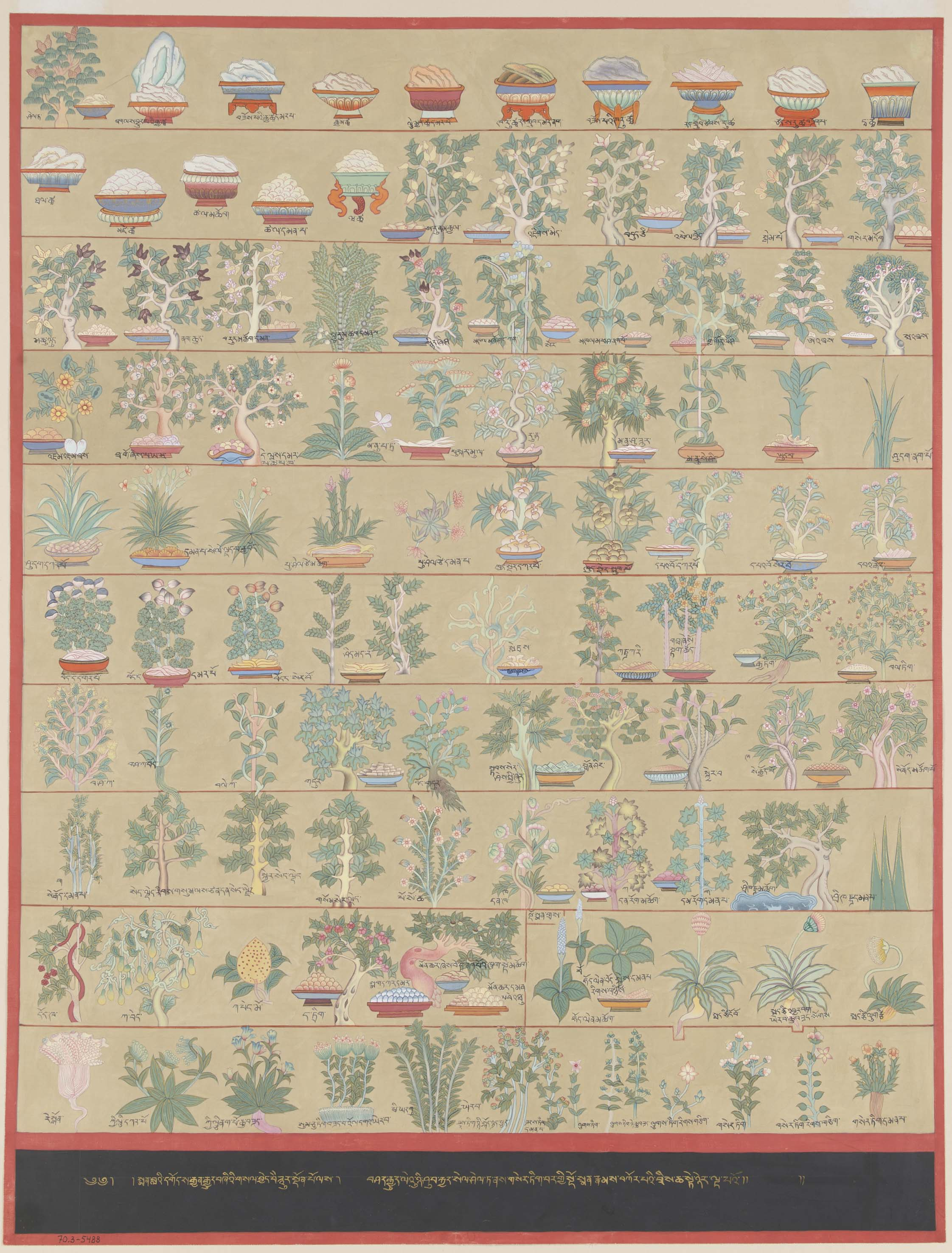
藏医草药
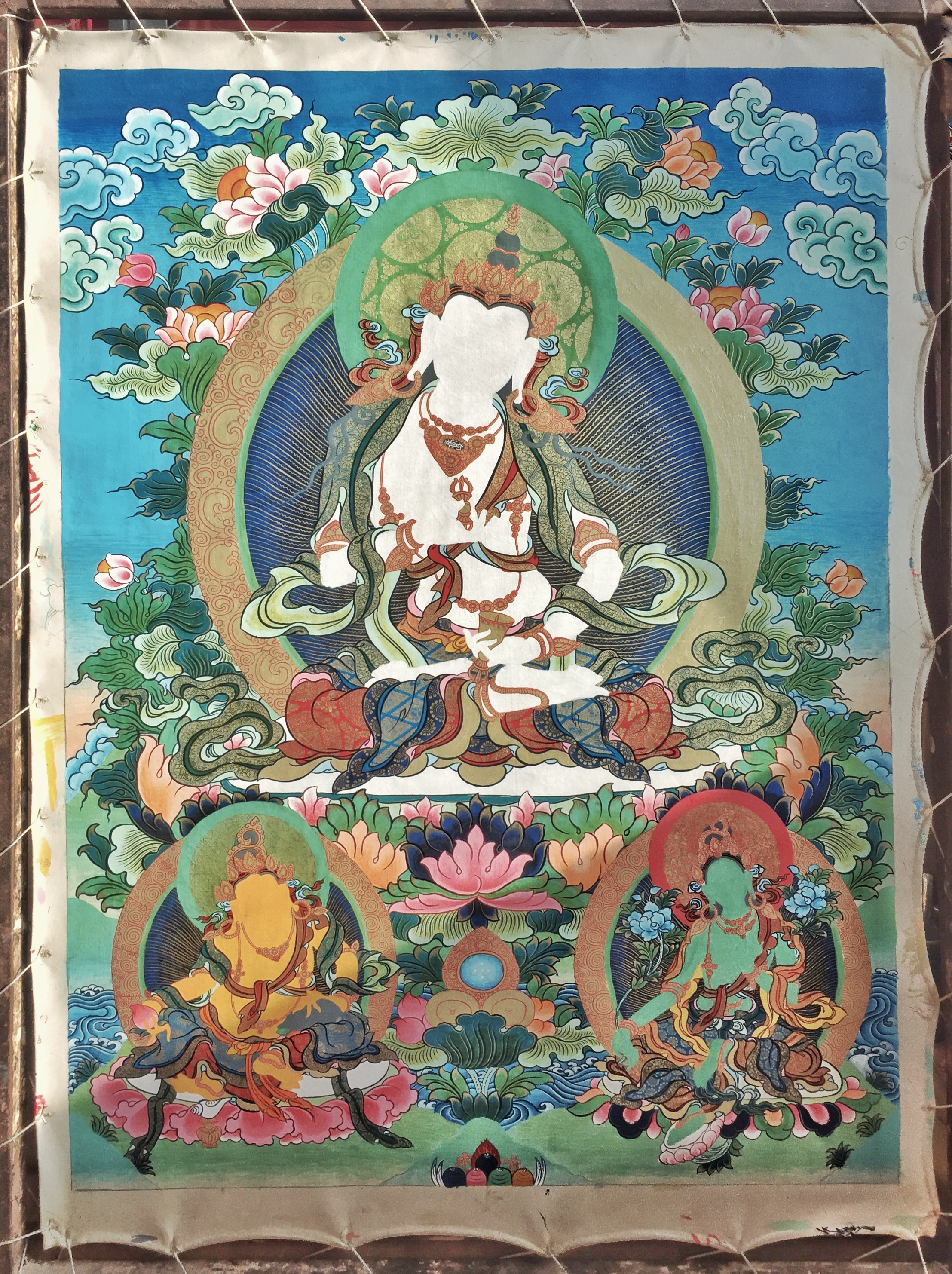
唐卡半成品

## 唐卡繪畫的流派
西藏因為政治背景，佛教可分前弘期（8－9世紀）和後弘期（11世紀以後），前者因為滅佛，當時的作品幾乎很少流傳下來（據學人考據目前已經發現幾處壁畫遺址）。目前一般所說的唐卡都是指後弘期以後的作品。
根據歷史背景與時代風格，可將後弘期以後到現下的唐卡風格略分為「外來影響期」（11－15世紀）、「本土畫派興盛期」（16－18世紀早期）、「畫派混淆與地方風格期」（18世紀中期－20世紀初）等三個時期。

### 外來影響期
11－15世紀的畫風主要受到外來影響，可以稱之為外來影響期。
後弘期是從藏西阿里地區的古格王朝開始，其興建寺廟的工匠大多來自東北印度（帕拉）或喀什米爾地區，目前在阿里地區發現的唐卡作品明顯具有帕拉或中亞風味。 13、14世紀後藏地區的薩迦派因為得到元朝皇帝的支持，寺廟委託創作了許多精美的唐卡和銅像，這些作品大多出自尼瓦人之手，這類作品可以統稱為尼瓦作品或尼泊爾風格作品。15世紀噶舉派得到明朝皇室的支持，噶舉派的大寶法王以及幾個比較重要的領袖都得到皇室的冊封。元末明初，帕竹噶舉在藏中地區建立帕竹政權，由於與漢地往來密切，漢地畫風也傳入西藏，並造成唐卡風格革命性的變化。

### 本土畫派興盛期
16世紀早期，西藏發展出屬於西藏特有的本土畫派，因此16－18世紀早期可以稱之為“本土畫派興盛期”。

### 勉塘畫派
15世紀中葉以後，西藏畫家在印度、尼泊爾以及中國畫風的基礎上，開始發展出屬於西藏特有的本土畫派。第一個被公認而且影響後世巨大的畫派是由活躍15世紀下半的勉塘巴·勉拉頓珠所開啟的勉塘畫派（menbris，或稱門塘畫派）。勉拉頓珠是非常有才華的畫師，他學過印度、尼泊爾和中國等當時流行的各種繪畫技法，並且都能按照該畫派的特點畫出精美絕倫的作品。他的兒子、侄子以及後繼的門徒在16、17世紀將勉派發揚光大，使該派成為西藏流傳最廣的畫派。勉拉頓珠本人的作品現下已經很難辨識，根據一些文獻的描述，該派早期作品的特色是在尼泊爾構圖的架構下加上較簡略的漢式山水背景，17世紀以後該派產生許多分支，並衍生許多新派，保持其道統的畫家被稱為舊勉派，但其風格並不是那麼明確。

### 欽則畫派
與勉拉頓珠同時代還有另外一位繪畫大師欽則欽莫（mkhyen rtse chen mo），他和勉拉曾師事同一位畫師，所處的時代環境也差不多，當時正是多種外來畫風薰染下正要冒出本土畫風的時期。他和勉拉一樣都技法高超，而且也開始開創自己的風格。和勉拉相比，他的佈局和用色都較保守，但色彩濃郁，富有濃濃的宗教感，特別是忿怒相特別威猛有力，而勉派的善相比較優美，構圖比較有層次。繼承欽則畫風的畫家稱為欽則畫派（mkhyen bris），此派在17世紀時盛極一時，18世紀中葉以後沒落，但其忿怒相的畫法被後來的大多數畫派所吸收，流傳至今。

### 新勉派
17世紀中葉，後藏的秋英嘉措將舊勉派進行改革，創立新勉派（menbris sama，簡稱勉薩men sa）。此畫派將舊勉派的背景加入少許透視概念，色彩調得更加清亮，並且運用更多的描金線法，使畫面看起來更華麗、活潑。此派原本只流行於後藏地區，後來普及到整個藏區，成為18－19世紀藏中及後藏地區的新主流，該區格魯派的大寺廟目前都保存大量此派的作品。

### 噶瑪嘎畫派
16世紀下半葉到17世紀初，藏東和康區興起稱為噶瑪嘎的新畫派（karma gar bris），此畫派由於早期的畫師與噶舉派的寺廟往來較密切，所以經常被誤認為噶瑪噶舉畫派（噶舉是四大教派中的白教）。此畫派的創建者一般公推是活躍於16－17世紀間的南喀札西，此畫派在舊勉派的基礎上，更強調漢式風格中的留白與淡雅，畫風流露一種非常有魅力的文人氣質，受到當時較重視文學藝術的活佛們的喜愛，於是形成時尚，成為17－18世紀間的新主流。該畫派在18世紀以後發展出許多新支派，18世紀以前的風格被稱為古典噶瑪嘎畫派。

### 司徒畫派
位於康區德格縣的八邦寺寺廟創建者司徒班欽·卻吉迥乃（1700－1774）是噶瑪噶舉派三大轉世活佛中的一位重要活佛（其他2位是噶瑪巴和夏瑪巴），他是當時最有學問的活佛之一，本身也是一位大畫家，他的轉世系統即當今的泰錫度仁波切（泰錫度即大司徒的諧音）。他的技法承襲自噶瑪嘎畫派，但他的畫風比起之前的噶瑪嘎作品更加淡雅，人物花鳥更加細致，並且非常重視主尊頭光與背光的透明感。

### 噶雪畫派
18世紀中葉有幾位出自昌都噶雪（gahe）地區的優秀畫家，如卻札西和噶瑪札西等，他們和八邦寺有著密切關係，他們的畫風可以說是在勉派的上色法上，加入司徒畫派的構圖與氣質。此畫派一直流行於川、藏邊界地區至今。

### 覺囊畫派
通常畫派和教派之間並沒有直接關係，但覺囊派是個特殊案例。覺囊派原本是個大教派，但因主張「他空見」而為達賴五世所排斥。17世紀的佛學大師多羅那他乃覺囊派的住持，他為後藏的主寺畫了許多精美的壁畫，這些壁畫獨樹一格，後來多羅那他被達賴派遣到外蒙古傳法，其轉世札那巴匝改信格魯派，覺囊派在後藏的地位跟著式微，其畫風在藏區也跟著式微。青海、四川邊區至今仍然保存了幾個覺囊派小寺廟，此地區的唐卡作品至今仍保存了該派的獨特風格。覺囊畫風用色比較善用大色塊，線條較粗獷，具有濃烈的宗教感染力。

### 畫派混淆與地方風格期

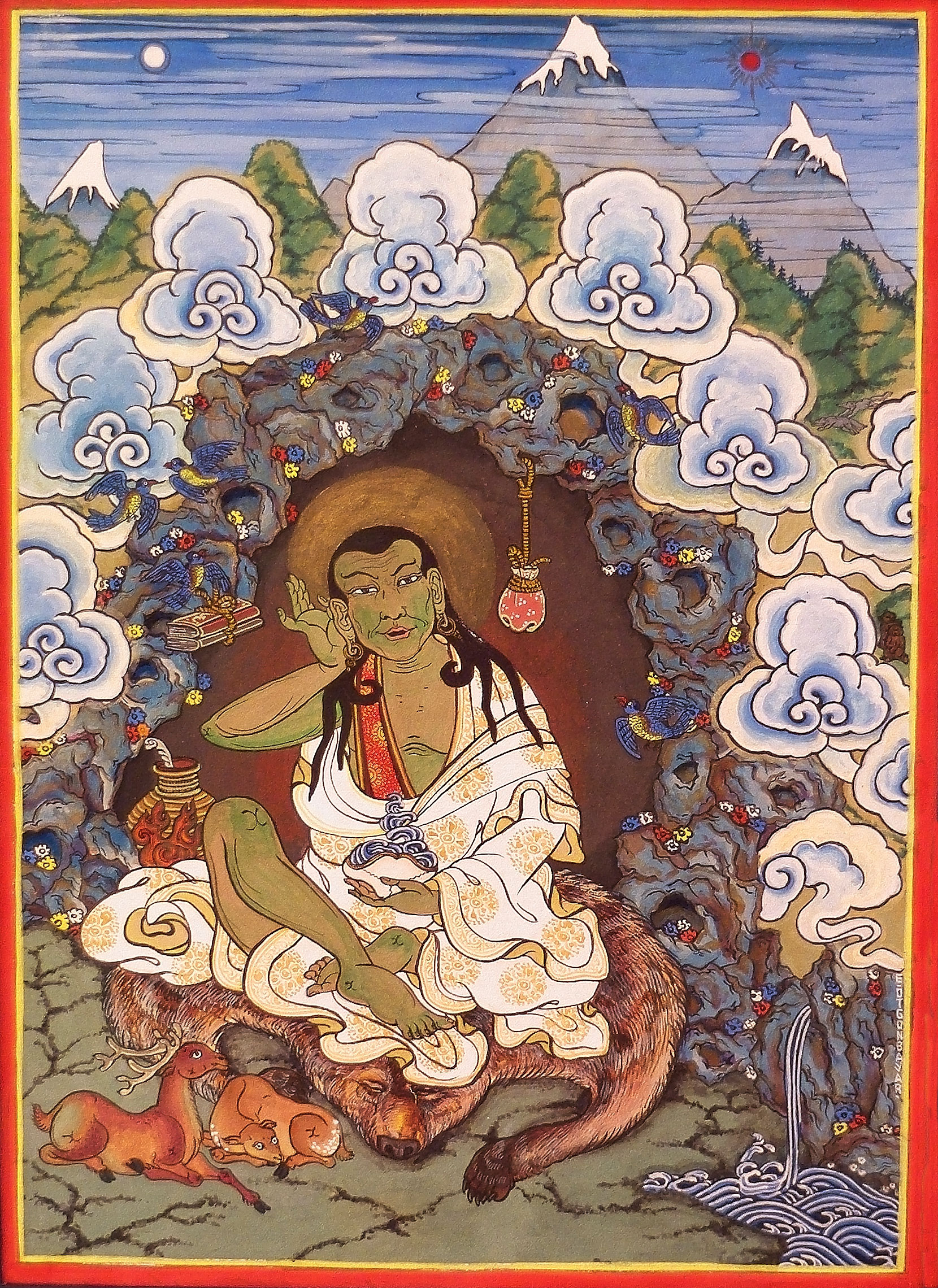
密勒日巴, 唐卡, 奧特根巴亚尔·额尔舒

由於交通逐漸發達，加上寺廟興建時會同時聘請多種不同畫派的畫家，不同畫派間相互交流，造成18世紀中葉以後就很難見到屬於純正畫派的作品，特別是19世紀以後。19世紀以後到現下，每位畫家都自稱是學習某某畫派，但實際上其作品多少都摻和了其他畫派的技法或特色。雖然如此，百年期間的眾多作品還是隱約形成各自的風格，這些作品的風格很難以道統畫派來判定，但卻有明顯可以分辨的地方色彩，因此稱18中期－20世紀為畫派混淆與地方風格期。下面介紹幾種地方風格較為明顯的作品： 
昌都風格：
藏東昌都地區自古人文會粹，畫家輩出，古典噶瑪嘎畫派大多數畫家都是出自此地區。18世紀末該地區流行一種地方風格，其技法主要是承襲新勉派，人物及花草用大量的金線勾勒，但背景顏色為墨綠色，水準較高的作品會有一種蒼勁而莊嚴的感覺，但較差的作品會給人沈悶感。
德格風格：
18世紀康區德格土司的權勢盛極一時，他資助興建著名的德格印經院，以及多座隸屬不同教派的大寺廟，如寧瑪派的佐欽寺、噶舉派的八邦寺和薩迦派的更慶寺等。當時德格的文化水準相當高，在貴族的資助下，當地畫師也畫出相當多高水準的作品，其畫風構圖采噶瑪嘎畫派、主尊采司徒畫法，背景和雲朵的上彩模式則採勉派，作品高貴之中帶點文人氣。
阿壩畫風：
四川西北部的阿壩地區自古偏窮，佛教非常普及，但較少鼎盛的大寺廟，其藝術創作自古也不怎麼出色。但正因為窮，該地區寺廟請不起大畫師畫卡，大多數的作品都是由僧人親手繪製，其技法明顯比專業畫師拙劣，但因為對宗教內容的嫻熟，其主尊的表現經常有出人意表之處。總體來說，該地區作品顏料較差，藍綠色都喜歡帶灰色，技法摻和舊勉派和欽則畫派，具有強烈的民俗畫風格。
理塘（香格理拉）畫風：
四川西南方向從理塘、稻城一路到雲南麗江，從16世紀以後就非常篤信藏傳佛教，此一地區景色優美，被認為是古代所稱的香格理拉。該區主要信仰格魯派和噶瑪噶舉派，因此所見到的唐卡題材多數和此二教派有關。格魯派唐卡技法主要承襲新勉派，而噶舉派唐卡則多承襲噶瑪嘎畫派，不過作品都會混雜其他技法，線條較粗獷，人物或主尊的神態較為憨濃。
白玉畫風：
四川省甘孜州白玉縣境內有許多著名寺廟，其中以寧瑪派的白玉寺與噶陀寺最為出名，此二寺分別是寧瑪派六大傳承主寺中的二寺。由於此二寺都非常重視伏藏傳承，因此畫有許多非常罕見的無上瑜伽續本尊和護法。其風格是常用淺綠色丘陵和淡藍色的天空作背景，林木岩石的畫法簡略，上色筆觸較粗，但最大特點是忿怒相主尊非常威猛有力，具有濃厚的神祕色彩。
青海畫風：
青海是個廣大遼闊的草原區，伊斯蘭教是該區主要信仰，但從西寧塔爾寺到四川和西藏邊界一帶都是佛教區。由於塔爾寺是格魯派教主宗喀巴大師的出生地，該寺在17世紀以後成為格魯派六大主寺之一，因此該寺也擁有許多精美的佛教藝術品。塔爾寺18世紀以前的作品主要承襲札什倫布寺風格，唐卡主要是新勉派。19世紀以後因各地來此朝聖的信徒熱絡，塔爾寺附近幾個鄉鎮遂發展成大量製作普及性唐卡的基地，其中最著名有塔爾寺附近和熱貢地區，青海唐卡主要特色是背景喜歡用翠綠色，常畫有青海湖，蓮花座像牡丹花，大量使用金線勾勒。熱貢作品構圖和用色都非常熱鬧。
蒙古畫風：
蒙古地方包括內蒙古和外蒙古等廣大地區，自古信仰薩滿教，但16－17世紀以後全面改信藏傳佛教。該區佛教藝術發展較晚，佛像工藝方面內蒙古在17世紀早期即相當精良，其作品一般被認定為漢藏風格；外蒙古18世紀初的札那巴匝作品相當精美，目前在國際上相當受重視。唐卡多數年份較晚，技法以新勉派為主，但主尊的描寫較呆板，背景也缺乏景深或透光感，用色華俏而雜，具有較強的北方民俗畫味道，藝術性相對較弱，不過因為和北京的地緣關係，歐美或一般古董愛好人士最早接觸的唐卡反而是蒙古唐卡。

## 外部連結
- Buddhist Mandala and Thangka Painting Online Gallery（页面存档备份，存于）
- 卡廬唐卡畫室（卡廬網，唐卡介紹）
- . 黄南藏族自治州文体广电局.   [2009-02-09]. （原始内容存档于2010-01-12） （中文（中国大陆））.